# Bernhard V van Anhalt
Bernhard V van Anhalt (overleden op 24 juni 1420) was van 1404 tot 1420 vorst van Anhalt-Bernburg. Hij behoorde tot het huis Ascaniërs.

## Levensloop
Bernhard V was de oudste zoon van vorst Hendrik IV van Anhalt-Bernburg en Sophia, die waarschijnlijk een lid was van het huis Stolberg.
Na de dood van zijn vader in 1374 werden de erfrechten van Bernhard omzeild door zijn oom Otto III, die de nieuwe vorst van Anhalt-Bernburg werd. Toen Otto in 1404 stierf, kon Bernhard V eindelijk het vorstendom in bezit nemen, maar hij was verplicht om samen met zijn neef Otto IV te regeren. Na de dood van Otto IV in 1415 regeerde Bernhard V zelfstandig.
Bernhard V stierf zonder mannelijke nakomelingen en werd hierdoor als vorst van Anhalt-Bernburg opgevolgd door zijn neef Bernhard VI, de broer van Otto IV. 

## Huwelijk en nakomelingen
Op 8 september 1396 huwde Bernhard met Elisabeth (overleden in 1426), dochter van graaf Ulrich III van Honstein-Kelbra. Ze kregen een dochter:
- Adelheid (overleden na 1434), huwde met hertog Frederik I van Brunswijk-Osterode en na diens dood met graaf Maurits IV van Spiegelberg